# Zamira Zajceva
Zamira Hamathanovna Zajceva (rusko Замира Хаматхановна Зайцева), uzbekistanska atletinja, * 16. februar 1953, Sovjetska zveza.
Ni nastopila na olimpijskih igrah. Na svetovnih prvenstvih je osvojila srebrno medaljo v teku na 1500 m leta 1983, kot tudi na evropskih prvenstvih leta 1982 in evropskih dvoranskih prvenstvih leta 1979.